# Meistaradeildin (1975)
W roku 1975 odbyła się 33. edycja Meistaradeildin (dziś zwanej Effodeildin), czyli pierwszej ligi piłki nożnej archipelagu Wysp Owczych. W sezonie brało udział 6 zespołów, zwycięzcą został HB Tórshavn, zwycięzca poprzednich dwóch sezonów.
Był to ostatni sezon, w którym używano nazwy Meistaradeildin, od następnego sezonu korzystano z nazwy 1. deild.

## Uczestnicy
| Uczestnicy Meistaradeildin 1974                                                                               | Uczestnicy Meistaradeildin 1974 | Uczestnicy Meistaradeildin 1974 | Uczestnicy Meistaradeildin 1974 |
| --- | ------------------------------- | ------------------------------- | ------------------------------- |
| HB | HB Tórshavn                     | 1                               |                                 |
| KÍ | KÍ Klaksvík                     | 2                               |                                 |
| VB | VB Vágur                        | 3                               |                                 |
| TB | TB Tvøroyri                     | 4                               |                                 |
| B36 | B36 Tórshavn                    | 5                               |                                 |
| ÍF | ÍF Fuglafjørður                 | 6                               |                                 |
| Oznaczenia: - kolumna pierwsza – skróty nazw drużyn, - kolumna trzecia – miejsce zajęte w poprzednim sezonie. |                                 |                                 |                                 |

## Rozgrywki

### Tabela ligowa
| Lp. | Drużyna         | M  | Z  | R | P | Bramki | Bramki | Różn. | Pkt | Uwagi |
| --- | --------------- | -- | -- | - | - | ------ | ------ | ----- | --- | ----- |
| 1   | HB Tórshavn (M) | 10 | 10 | 0 | 0 | 29     | 6      | +23   | 20  |       |
| 2   | KÍ Klaksvík     | 10 | 7  | 1 | 2 | 21     | 5      | +16   | 15  |       |
| 3   | TB Tvøroyri     | 10 | 3  | 2 | 5 | 12     | 22     | −10   | 8   |       |
| 4   | B36 Tórshavn    | 10 | 3  | 0 | 7 | 11     | 14     | −3    | 6   |       |
| 5   | VB Vágur        | 10 | 2  | 2 | 6 | 11     | 24     | −13   | 6   |       |
| 6   | ÍF Fuglafjørður | 10 | 1  | 3 | 6 | 11     | 24     | −13   | 5   |       |

### Wyniki spotkań
| Gospodarz \ Gość | B36 | HB  | ÍF  | KÍ  | TB  | VB  |
| B36 Tórshavn     |     | 0:2 | 3:0 | 1:3 | 0:1 | 4:0 |
| HB Tórshavn      | 2:1 |     | 3:2 | 1:0 | 4:0 | 4:1 |
| ÍF Fuglafjørður  | 1:2 | 0:6 |     | 0:3 | 1:1 | 3:4 |
| KÍ Klaksvík      | 3:0 | 0:1 | 0:0 |     | 3:0 | 1:0 |
| TB Tvøroyri      | 1:0 | 2:4 | 0:2 | 1:6 |     | 5:1 |
| VB Vágur         | 1:0 | 0:2 | 2:2 | 1:2 | 1:1 |     |

Aktualne na 7 sierpnia 2012. Źródło: FaroeSoccer.com
Objaśnienia:
1Drużyna gospodarzy jest wymieniona po lewej stronie tabeli.
Kolory: zielony – zwycięstwo gospodarzy, żółty – remis, różowy – zwycięstwo gości.